# Bangladeschische Cricket-Nationalmannschaft in Simbabwe in der Saison 2006/07
Die Tour der bangladeschischen Cricket-Nationalmannschaft nach Simbabwe in der Saison 2006/07 fand vom 4. bis zum 10. Februar 2007 statt. Die internationale Cricket-Tour war Bestandteil der Internationalen Cricket-Saison 2006/07 und umfasste vier ODIs. Bangladesch gewann die Serie mit 3–1.

## Vorgeschichte
Bangladesch spielte zuletzt eine Tour gegen Schottland, Simbabwe beim letzten Aufeinandertreffen der beiden Mannschaften zu Beginn der Saison.
Für beide Teams war es die letzte Vorbereitung auf den Cricket World Cup 2007.

## Stadion
Das folgende Stadion wurden für die Tour als Austragungsort vorgesehen.
| Stadion            | Stadt  | Kapazität | Spiele      |
| ------------------ | ------ | --------- | ----------- |
| Harare Sports Club | Harare | 10.000    | 1. – 4. ODI |

## Kaderlisten
Bangladesch benannte seinen Kader am 25. Januar 2007.
| ODI | ODI |
| Simbabwe | Bangladesch |
| --- | --- |
| - Prosper Utseya (K) - Gary Brent - Chamunorwa Chibhabha - Elton Chigumbura - Keith Dabengwa - Terry Duffin - Anthony Ireland - Friday Kasteni - Hamilton Masakadza - Chris Mpofu - Tafadzwa Mufambisi (wk) - Ed Rainsford - Vusi Sibanda - Brendan Taylor - Sean Williams | - Habibul Bashar (K) - Abdur Razzak - Aftab Ahmed - Mashrafe Mortaza - Mehrab Hossain - Mushfiqur Rahim (wk) - Mohammad Ashraful - Mohammad Rafique - Mohammad Sharif - Shahadat Hossain - Shahriar Nafees - Shakib Al Hasan - Tapash Baisya - Tamim Iqbal Khan - Tushar Imran |

## One-Day Internationals

### Erstes ODI in Harare
| 4. Februar Scorecard | Harare | Bangladesch 260-9 (50)          | – | Simbabwe 215 (47.5) |
|                      |        | Bangladesch gewinnt mit 45 Runs |   |                     |

### Zweites ODI in Harare
| 6. Februar Scorecard | Harare | Bangladesch 153 (46)           | – | Simbabwe 156-2 (35.2) |
|                      |        | Simbabwe gewinnt mit 8 Wickets |   |                       |

### Drittes ODI in Harare
| 9. Februar Scorecard | Harare | Bangladesch 228-9 (50)          | – | Simbabwe 214 (49.4) |
|                      |        | Bangladesch gewinnt mit 14 Runs |   |                     |

### Viertes ODI in Harare
| 10. Februar Scorecard | Harare | Simbabwe 244-8 (50)              | – | Bangladesch 246-9 (47.2) |
|                       |        | Bangladesch gewinnt mit 1 Wicket |   |                          |

Simbabwe wurde auf Grund zu langsamer Spielweise mit einer Geldstrafe belegt.

## Statistiken
Die folgenden Cricketstatistiken wurden bei dieser Tour erzielt.
| ODIs             | ODIs        | ODIs    | ODIs    | ODIs    | ODIs    | ODIs    | ODIs    | ODIs    |
| Batting          | Batting     | Batting | Batting | Batting | Batting | Batting | Batting | Batting |
| Spieler          | Mannschaft  | Spiele  | Innings | Runs    | Average | HS      | 100s    | 50s     |
| ---------------- | ----------- | ------- | ------- | ------- | ------- | ------- | ------- | ------- |
| Vusi Sibanda     | Simbabwe    | 4       | 4       | 209     | 69,66   | 93*     | 0       | 2       |
| Elton Chigumbura | Simbabwe    | 4       | 3       | 156     | 78,00   | 77*     | 0       | 1       |
| Aftab Ahmed      | Bangladesch | 4       | 4       | 148     | 37,00   | 92      | 0       | 1       |
| Mushfiqur Rahim  | Bangladesch | 4       | 4       | 127     | 31,75   | 57      | 0       | 1       |
| Shakib Al Hasan  | Bangladesch | 4       | 4       | 126     | 31,50   | 68      | 0       | 1       |
| Bowling          |             |         |         |         |         |         |         |         |
| Spieler          | Mannschaft  | Spiele  | Overs   | Wickets | Average | BBI     | 5W      | 10W     |
| Anthony Ireland  | Simbabwe    | 4       | 39      | 9       | 19,55   | 3/41    | 0       | 0       |
| Mashrafe Mortaza | Bangladesch | 4       | 36      | 8       | 16,50   | 4/31    | 0       | 0       |
| Chris Mpofu      | Simbabwe    | 4       | 34      | 7       | 21,28   | 3/52    | 0       | 0       |
| Gary Brent       | Simbabwe    | 3       | 26      | 6       | 16,83   | 4/30    | 0       | 0       |
| Shakib Al Hasan  | Bangladesch | 4       | 36      | 4       | 34,50   | 1/27    | 0       | 0       |
| Abdur Razzak     | Bangladesch | 4       | 36.3    | 4       | 38,25   | 2/44    | 0       | 0       |

## Player of the Series
Als Player of the Series wurden die folgenden Spieler ausgezeichnet.
| Serie | Player of the Series |
| ----- | -------------------- |
| ODI   | Mashrafe Mortaza     |

### Player of the Match
Als Player of the Match wurden die folgenden Spieler ausgezeichnet.
| Spiel  | Player of the Match |
| ------ | ------------------- |
| 1. ODI | Shakib Al Hasan     |
| 2. ODI | Gary Brent          |
| 3. ODI | Shahriar Nafees     |
| 4. ODI | Aftab Ahmed         |